# Eco della Sicilia
(Giuseppe Pitrè)
Eco della Sicilia - Cinquanta Canti popolari siciliani con interpretazione italiana raccolti e trascritti per la ed. casa Ricordi - Milano, nel 1883. La copertina è bizzarramente disegnata e colorita.
Il Frontini intende dare un saggio delle più caratteristiche canzoni dell'isola. Tutte sono state raccolte dalla viva "voce", sia direttamente da lui, sia da altri prima di lui.
Una parte provengono dalle Raccolte di Giuseppe Pitrè, sono di S. Torrisi la melodia 21, di Salvatore Pappalardo la 33, di Giovanni Pacini la 40, di B. Geraci la 41, di Martino Frontini la 42. Sono di Giovanni Meli le poesie 11, 17, 23, 40, di G. Guardo la 21 e 39, di G. Bianchi la 33.
Dopo la prima strofa intercalata nelle note musicali, insieme con la interpretazione, segue ad ogni pezzo il resto della poesia, testo ed interpretazione.
La raccolta è dedicata a G. Pitrè; il quale vi scrisse la lettera intitolata: " Di una nuova Raccolta di Melodie popolari siciliane".(Vedi Pasqualino-Vassallo e Pitrè)

## Critica
Nella raccolta frontiniana Eco della Sicilia sono contenuti 50 canti popolari dei quali la parte più cospicua è costituita da canzoni catanesi, arie d'amore o canzonette burlesche, che, sebbene conservino intatti i caratteri etnofonici della melodia siciliana, lasciano trapelare; dalla forma e dalla sostanza melodica, un'origine prettamente cittadina e un'epoca ben determinata della loro genesi.
Le forme dell'arietta settecentesca o dell'aria teatrale del primo ottocento costituiscono la base della loro struttura e il carattere del canto; possiamo anche aggiungere che un paio di esse è probabile non siano state del tutto sconosciute a Vincenzo Bellini.
Delle autentiche cantilene del popolo e della gente di campagna solo pochi preziosissimi esemplari, sei o sette in tutto, si riscontrano nel volume.
In ogni canto siciliano non solo è riflessa l'anima del cantore, ma i caratteri della razza e l'afflato della terra a cui esso appartiene vi imprimono il loro segno indelebile. 
Anche senza sapere da quali Provincie dell'Isola i canti provengano non è diffìcile stabilire la località, se non addirittura il tempo, in cui essi nascono.
Ogni canto è sempre legato ad una tradizione, ad un linguaggio melodico, ad accenti particolari, discorsivi, drammatici o espressivi, che rivelano i modi musicali delle antiche razze che si sono avvicendate in ogni luogo della Sicilia lasciando la loro impronta nei dialetti, negli usi, nei costumi, nelle musiche.
Il Frontini, spirito complesso e aristocratico, volle mostrare completamente tutta la natura musicale della gente etnea, attraverso le raffinate melodie cittadine e le spontanee cantilene campagnole.

## Presentazione dell'autore
Nel presentare al pubblico questa Raccolta di Canti Popolari Siciliani, intendo solamente dare un saggio delle più caratteristiche fra le canzoni dell'isola. Epperò, è da notare, che se qualche melodia del continente si riscontra fra quelle da me raccolte, non è da farmene una colpa.
È risaputo, come molte delle più briose ed allegre canzoni del napolitano e dell'Italia meridionale, vanno e fanno il giro dell'isola con delle false forme dialettali; e così si dica anche di qualche patetica ed amorosa cantilena siciliana, che va nel vicino continente — da ciò, il facile inganno di crederle del paese ove si cantano.
Devo, intanto, la mia più affettuosa riconoscenza all'illustre professore Cav. Giuseppe Pitrè da Palermo, che tanta parte ha speso al completamento della mia raccolta, che mi onoro dedicargli. (Francesco Paolo Frontini)

## Canti
- La Rosa

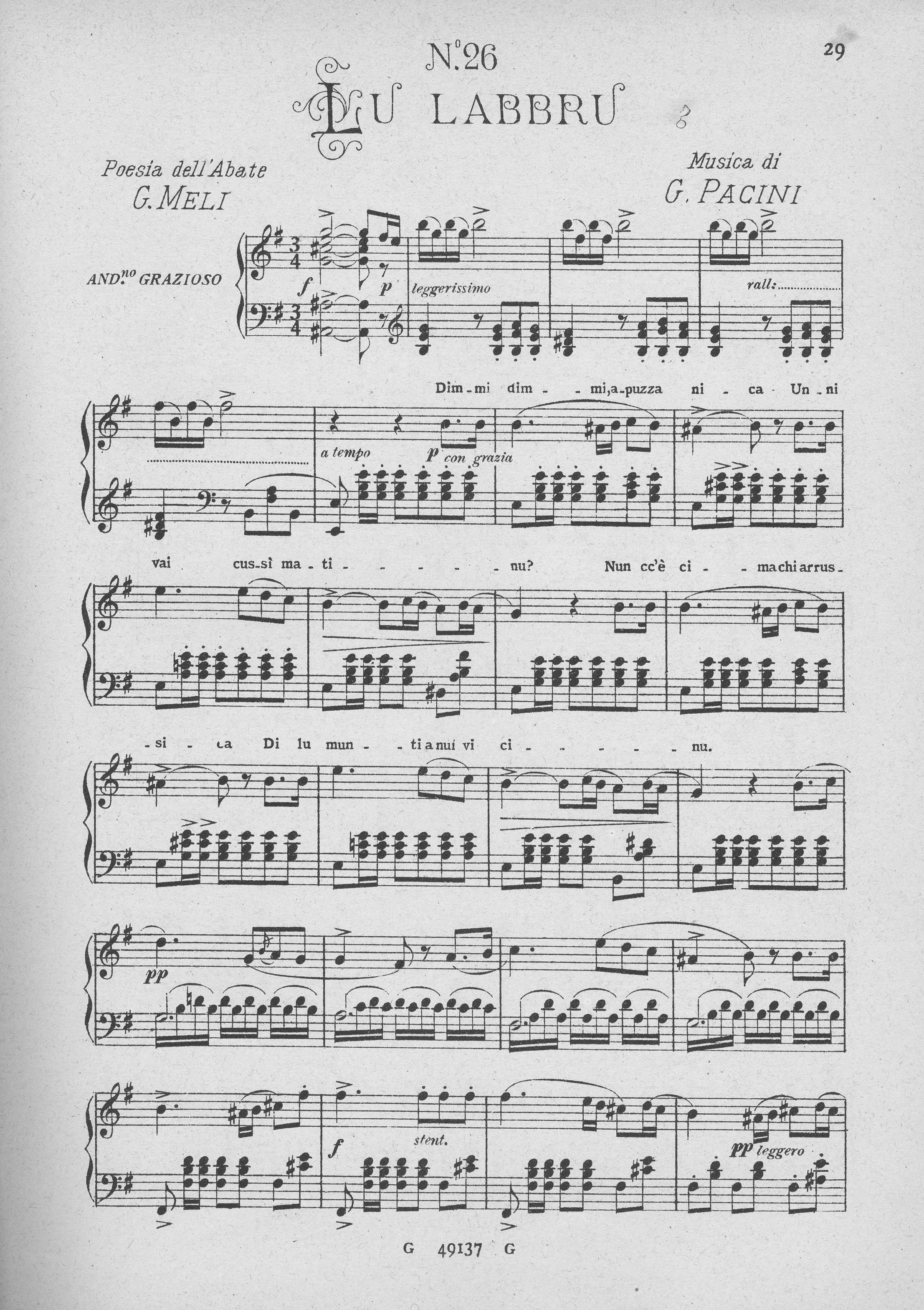
Eco della Sicilia ed. Ricordi 1883 - Versi di Giovanni Meli, musica di Giovanni Pacini

- Canzuna di li Carriteri (Canzone dei Carrettieri)
- La Ficu (Il Fico)
- Prupunimentu (Proponimento)
- L'Amanti cunfìssuri (Lo Amante confessore)
- Serenata
- La Figghia di lu massaru (La Figliola del massaio)
- La Niespula (La Nespola)
- Canzonetta villereccia (Mi votu e mi rivotu)
- Iu pri li fimmini (Io per le donne)
- Lu Labbru (Il Labbro).  Trascrizione di F. Paolo Frontini
- Guarda chi sugnu pàllitu! (Guarda come son pallido)
- Alla Fontana...  Canto con Coro
- Lu 'nguì, lu 'nguì, lu 'nguà
- Pri tia diliru e spasimu (Per te deliro e spasimo).  Canto appassionato
- Sacciu ca sugnu lària (So che non son vezzosa)
- A Nici! "(A Nice!) Trascrizione di F. Paolo Frontini
- Canzonettina.
- Ciccina e Don Cocò (Cecchina e Don Nicolò)
- Canto del carcerato
- Palummedda (Colombella).   Trascrizione di F.  Paolo Frontini.
- Ciuri, ciuri (Fiorellini). Ritornello popolare
- La Vucca (La Bocca).  Trascrizione di F.  Paolo Frontini
- Cianciu, Nici (Piango,  Nice).
- C è'na vecchia...  (C'è una vecchia)
- Mi lassasti in abbannunu (Mi lasciasti in abbandono)
- Giustizia
- Cori, curuzza.  Cantilena popolare.
- Nici, ricordati (Nice, ricordati)
- Canto de' Contadini Etnei (ad una o due voci)
- Amuri, amuri! (Amore, amore).  Cantilena dei Mulattieri.
- Serenata.
- La fidiltà di li fimmini! (Fedeltà de le donne!) Musica di S. Pappalardo
- Canzonetta popolare nella vendemmia
- O svinturati giuvini (O sventurati giovani)
- Mi mancanu li termini (A me mancano i termini)
- Sunnu li fimmini (Sono le femmine)
- Celu, comu mi lassi! (Cielo, come mi lasci!)  Trascrizione di F. Paolo Frontini
- Passioni (Passione).   Trascrizione di F. Paolo Frontini
- Lu Labbru (Il Labbro). Musica di G. Pacini
- Sti silenzii, sta virdura (I silenzi, la verzura). Musica di B. Geraci.
- Avvirtimentu   (Avvertimento). Canzonetta. Musica di Martino Frontini
- O Rosa virgini... (O Rosa vergine...)
- Notturno
- Lu Scarparu (Il Calzolaio).  Canzonetta messinese.
- Mi pozzu maritari (Mi posso maritar)
- Lu Ritrattu (Il Ritratto)
- Tùppiti, tìppiti e tappiti
- Malatu p'amuri (Malato per amore)
- Trilla e trilla. Ritornello popolare. Nuova Canzone catanese

In Eco della Sicilia......Spiriti e forme di un secolo eminentemente musicale vengono conservati nella loro lineare purezza attraverso la fedele trascrizione del raccoglitore. Il quale non volle adoperare quei fronzoli perfettamente inutili che adoperò un altro raccoglitore di canti siciliani venuto dopo di lui (fronzoli attraverso i quali è palese un vanitoso spiegamento di tecnica personale) ma seppe modestamente, saggiamente nascondersi dentro i canti dovuti ad autori che rimarranno eternamente ignoti ma eternamente vivi, poiché delle melodie di esse si è impossessato il vero, unico autore: il popolo. Arie e serenate di Catania romantica 3/12/1945, Francesco Pastura